# 金網

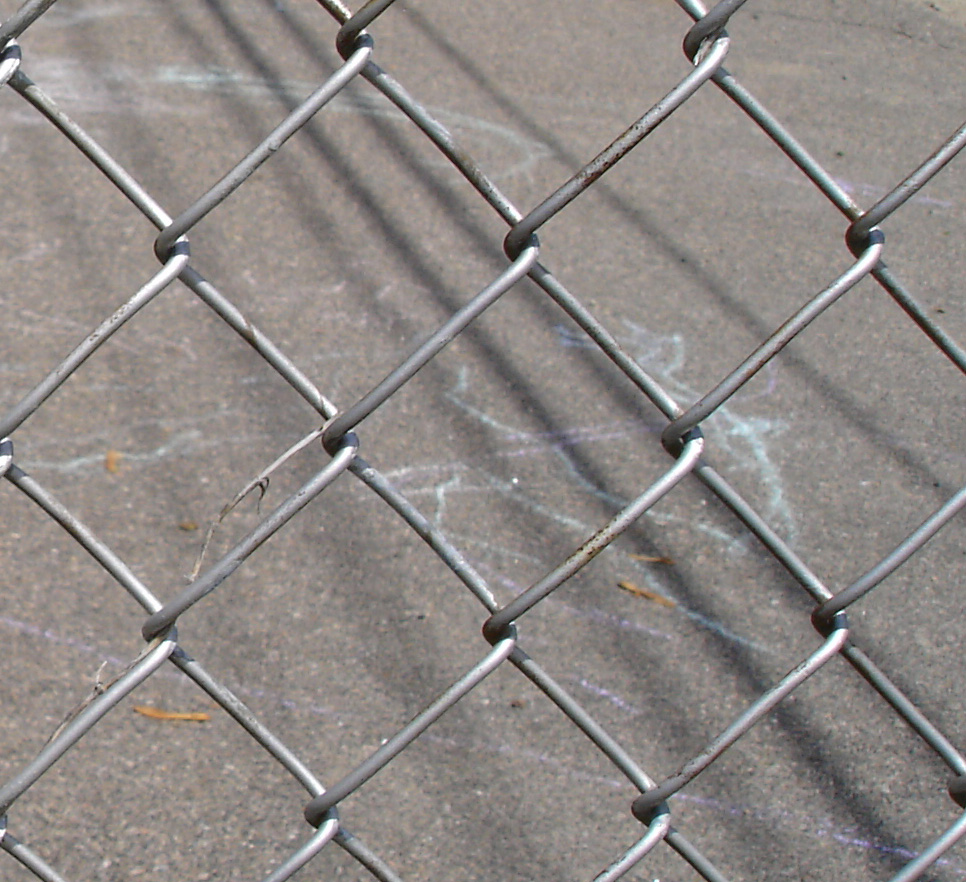
金網

金網（かなあみ）は、網状の金属製品。日本において、明治初期頃には使用され始め、広く産業や家庭でも使用されるようになった。
柵のほか、ざる、焼肉・バーベキュー用の焼網など身近な製品にも使われている。

## 種類
金網には使用目的により、製作方法や仕上がりに多くの違いがある。一般によく見られるものに以下がある。
織金網
ごく一般的な金網。平織、綾織、平畳織、トンキャップ織、フラットトップ織など織り方や使用目的によりいくつかの種類に分けられる。建物の外気を取り込む場合に蚊や蝿が侵入するのを防ぐ目的で使われる。網戸は金網でなくプラスチック製の網である。
亀甲金網
六角形に編んだもので、よく鳥小屋などに使われている。空調の分野においてダクトの保温に使われるグラスウールの固定に使われる、一般に金網押さえといえば亀甲となる。
クリンプ金網
バーベキュー網などに使われているもので、線材を波形に曲げて編んだもの。建物の空気を外から取り込む際にダクト内に鳥が入るのを防ぐ防鳥網としても用いられる。
タフクリーン（菱形金網）
菱形の網目で構成されており、目詰まり防止などに効果がある。ワイヤーが交差する点がないため、表面が平らで抵抗が少なく摩耗しにくい特徴を持つ。
パンチングメタル

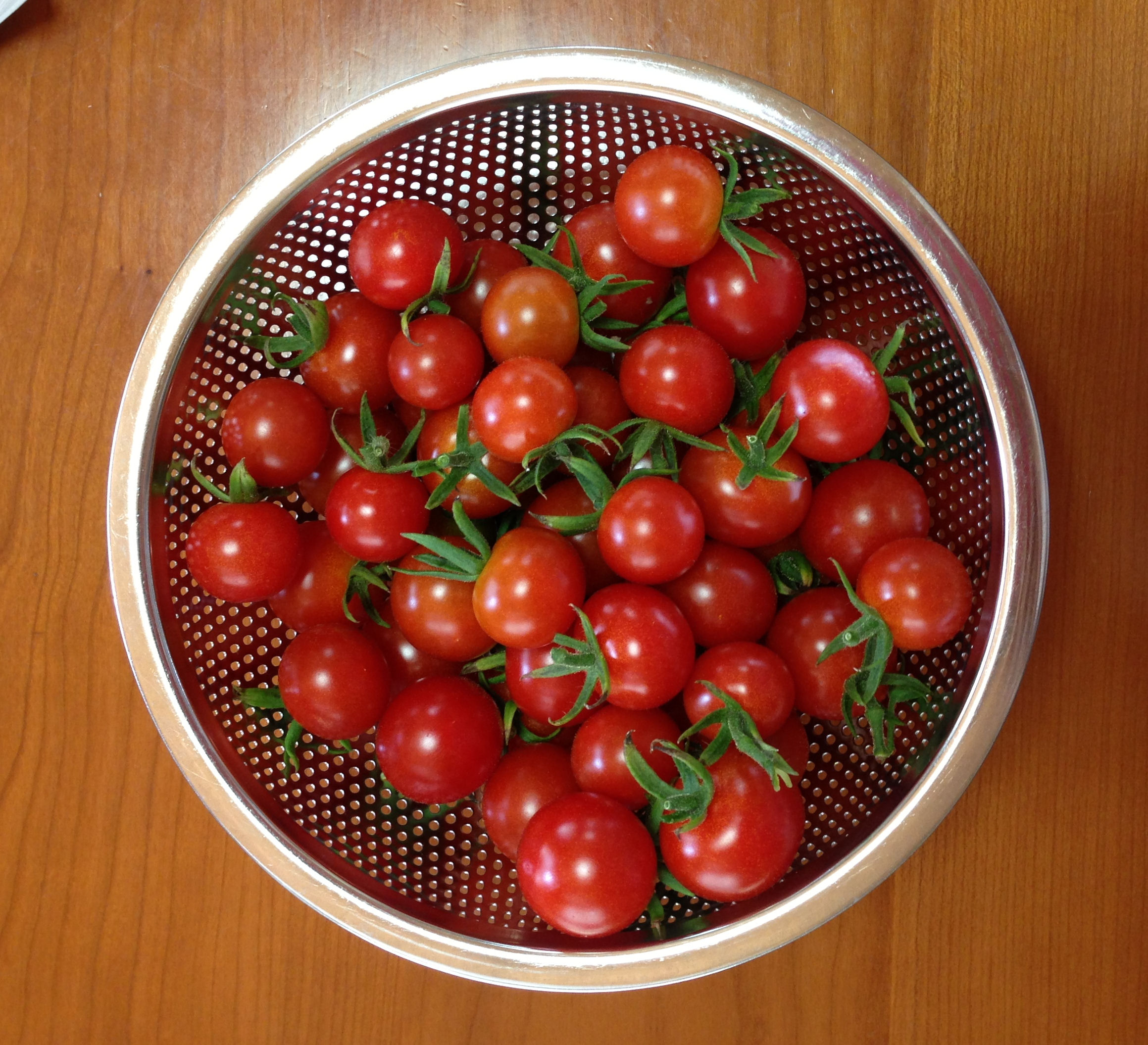
パンチングメタルの調理ボウル

金属の板に穴を空けて加工したスクリーンであり、高い耐久性を持つ。風量抑制、風速分布の均一化に用いられるほか、光を透過させる目的でも用いられる事がある。開口の程度は、開口穴の大きさとその開口穴のピッチ、例えば2φ4ピッチ-60度などと呼ばれる。
ウェッジワイヤースクリーン（溶接金網）
全ての接合部分が溶接によっているため、高い強度と軽量化を実現。あらゆるバリエーションに成形できるため、脱水機、遠心分離器、井戸用スクリーン、各種ストレーナーなど幅広い分野で使われている。土間コンクリートを打つ場合の鉄筋の代用としても用いられる。
エキスパンドメタル
板材に千鳥状の切れ目を入れて押し伸ばす方法で菱形・亀甲型の網目状に加工した製品。網の表面にエッジが立つので、足場に使うと靴が滑りにくい。
その他、多くのメーカーによって様々金網が製作され、呼び方もまちまちのようである。

## 用途

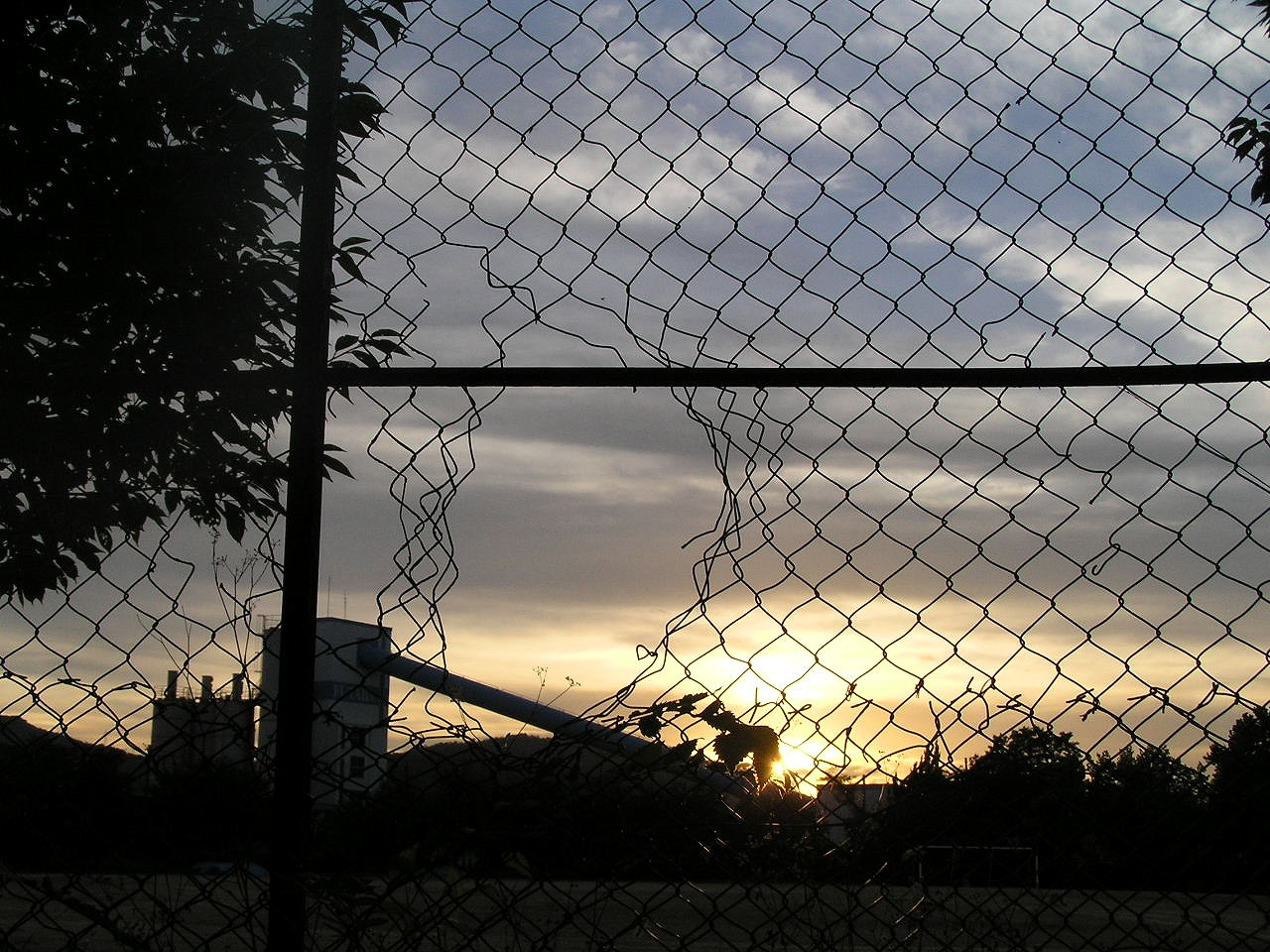
敷地の境界・安全の確保
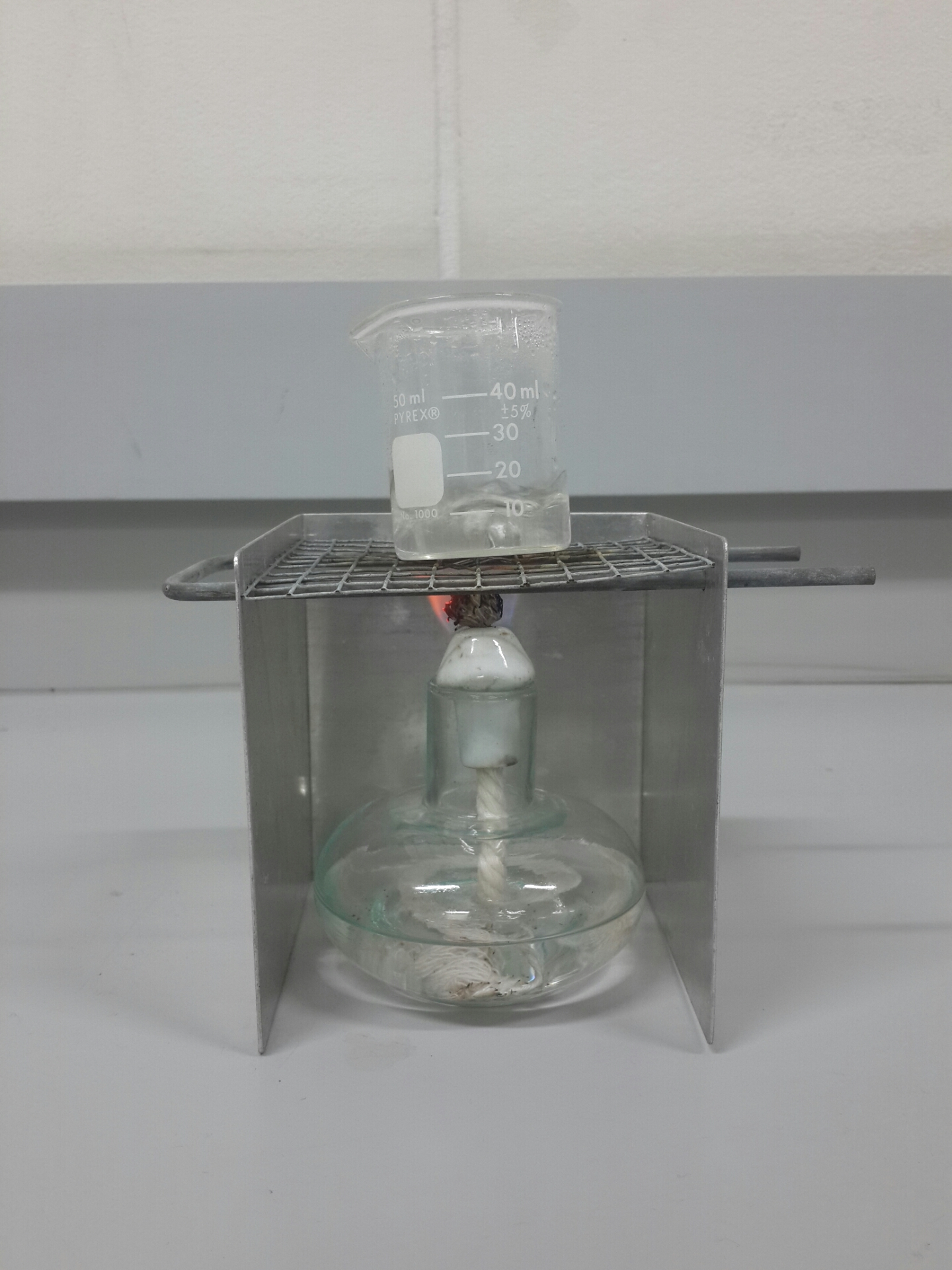
実験での金網
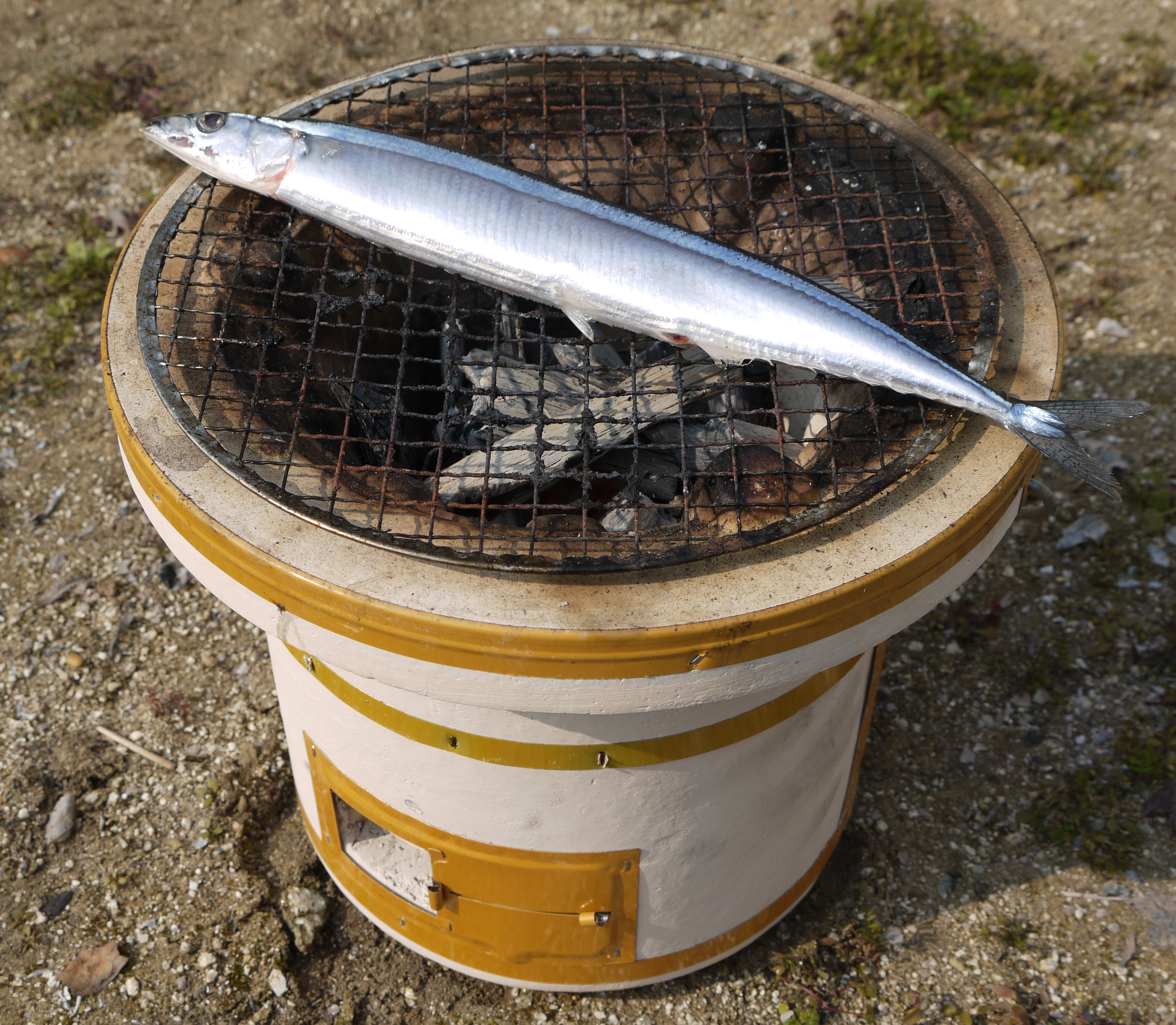
サンマを載せた網と七輪
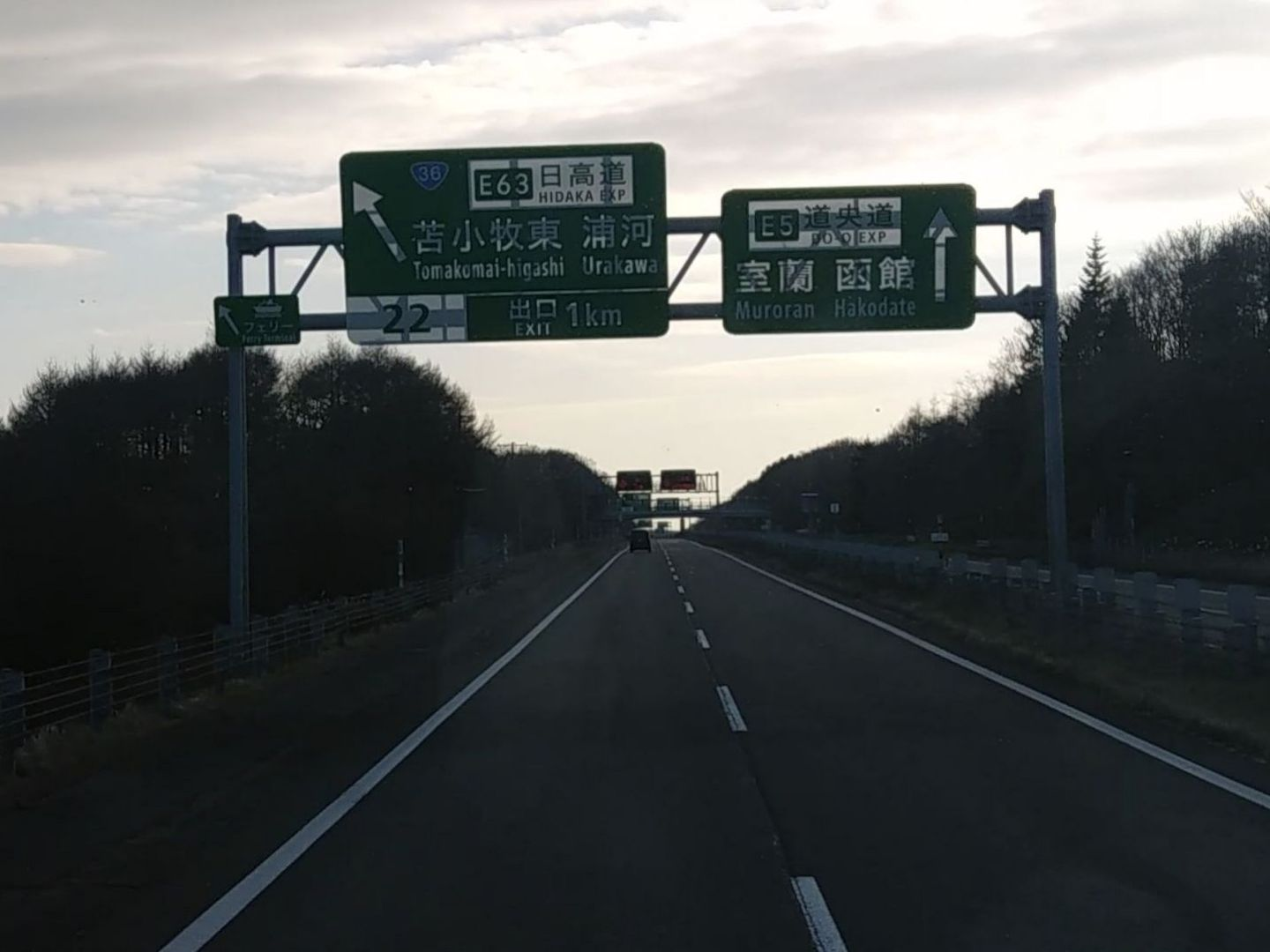
方面及び出口の予告（110-A）と方面及び方向（108の2-D）の白色部分に逆光対策としてパンチングメタルを使用している標識（道央自動車道 北海道苫小牧市）

### 境界用
金網は敷地の境界を示したり、侵入や脱走を防いで安全を確保したりする目的で多用される。

### 実験器具
実験器具としての金網は、化学実験での加熱の際に三脚の上に載せて用いられる。中央の部分に円形に難燃性の素材が貼られており、かつては石綿製が多かったが、石綿は人体に有害であるため、現在ではセラミック製のものが多くなっている。

### 調理器具
古来、魚や餅を火の上に乗せて焼くために、鉄灸（てっきゅう、鉄橋、鉄弓）または鉄架（てつか）と呼ばれる、直火の上に設置し、串を渡すための金属が用いられてきた。焼網はこれの代用品として利用された。
焼くものによって金網は使い分けられ、それぞれ魚網、餅網と呼ばれた。また、形状も、丸い形の網と、角形の網があった。

### 防災・土木工事・道路標識等
日本では、多数の石を竹や金網で包んだ蛇篭が、河川の氾濫を防ぐ護岸工事などに使われてきた。この技術を応用して、ネパールにおいて石積みの家屋を金網で覆って耐震補強する取り組みが進んでいる。
その他の金網の目的としては、道路標識での逆光対策に標識の白色部分をパンチングメタル加工として、標識背後からの逆光となる太陽光を透過させ、文字や矢印などの白色部分の表記を視認しやすくする事にも使われている。

## 網目の単位（メッシュ）
金網のスペックでメッシュという単位が使われる事がある。この「メッシュ」は1インチ (25.4mm) に網目がいくつあるかを表している。100メッシュと言えば1インチ上に100の網目があることを指す。クリンプ金網などの大きな開き目では、線径と開き目で表される。